# Kaserntorget
Kaserntorget är ett torg i stadsdelen Inom Vallgraven i centrala Göteborg. Torget har mer karaktären av en bred gata, och sträcker sig mellan Kungsgatan 13 och Södra Larmgatan 2.

## Historia
Torget fick sitt namn 1811 efter Borgerskapets kasern som hade uppförts på platsen 1793-1799 och där först Garnisonsregementet i Göteborg och sedermera Göta artilleriregemente låg. Torget var ordnat redan 1805. Under 1700-talet låg Ekelunds- eller Hästetorget delvis på denna plats. Även Kaserngatan var från 1796 till branden 1804 en del av det nuvarande Kaserntorget. Efter branden löste Göteborgs stad in 17 tomter mellan Kaserngatan och Ekelundsgatan. Området planerades och stensattes, så att det fick formen av ett torg.

## Bilder

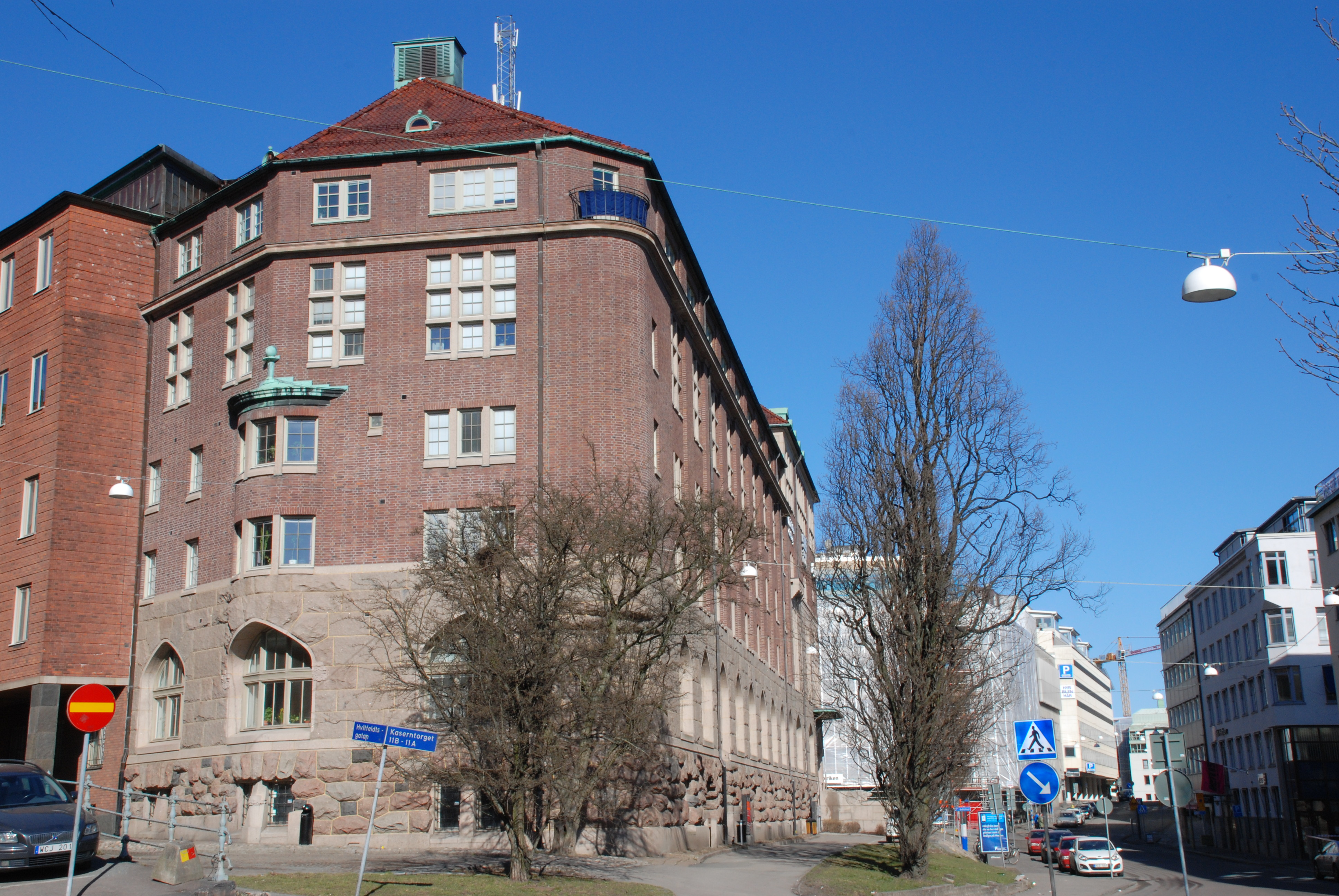
Televerkets hus vid Kaserntorget.
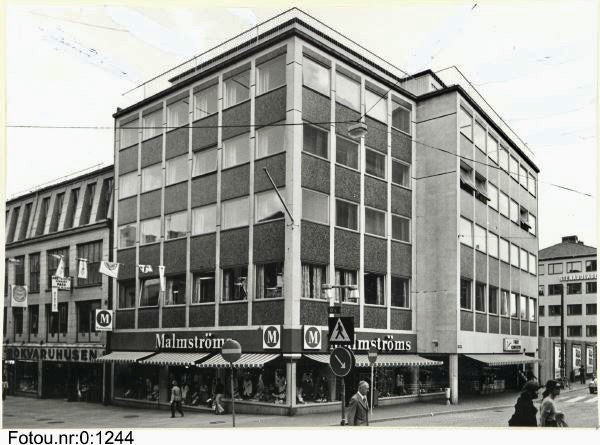
Hörnet Kungsgatan – Kaserntorget 1-2 år 1970.
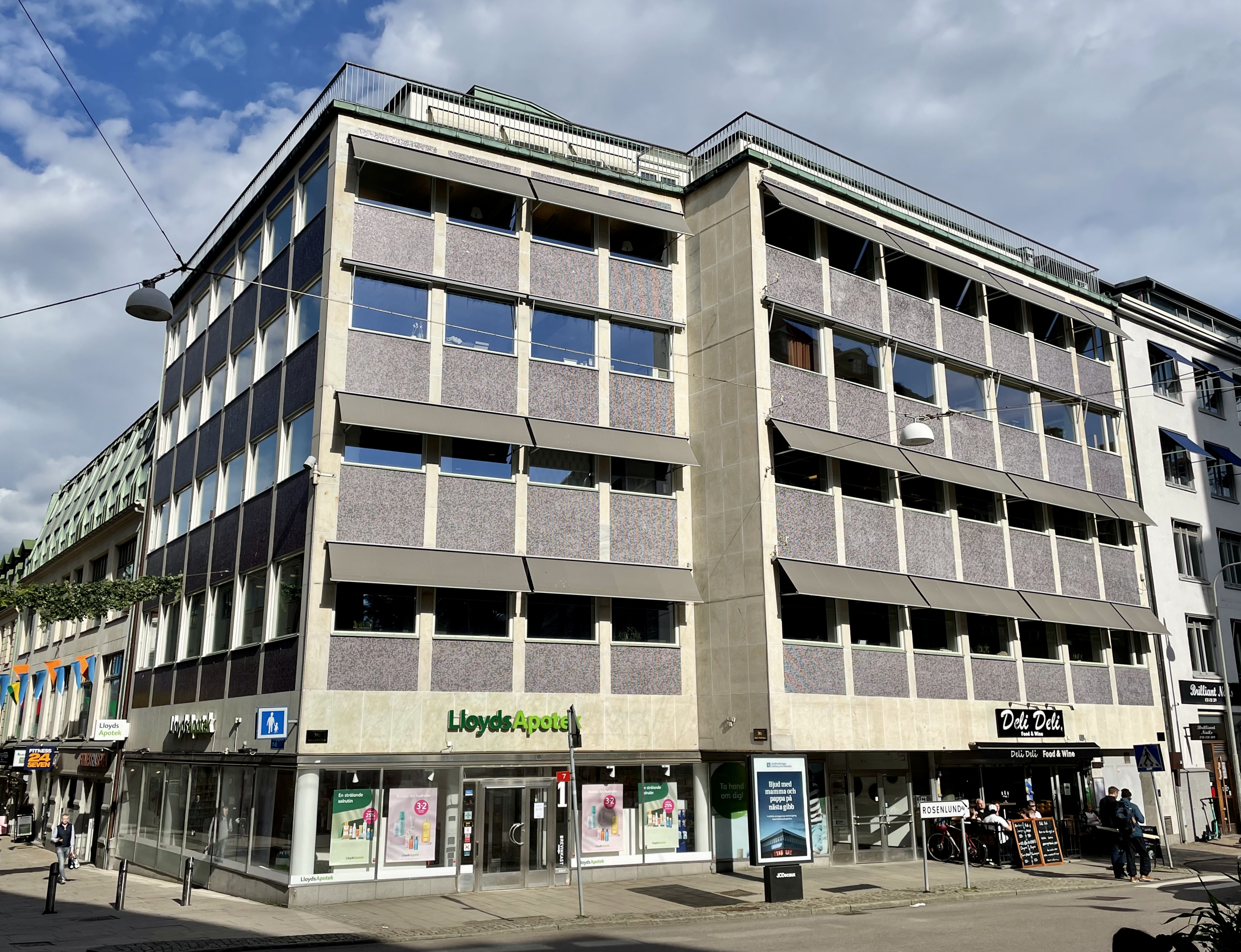
Hörnet Kungsgatan 13 – Kaserntorget 1-2 år 2022.
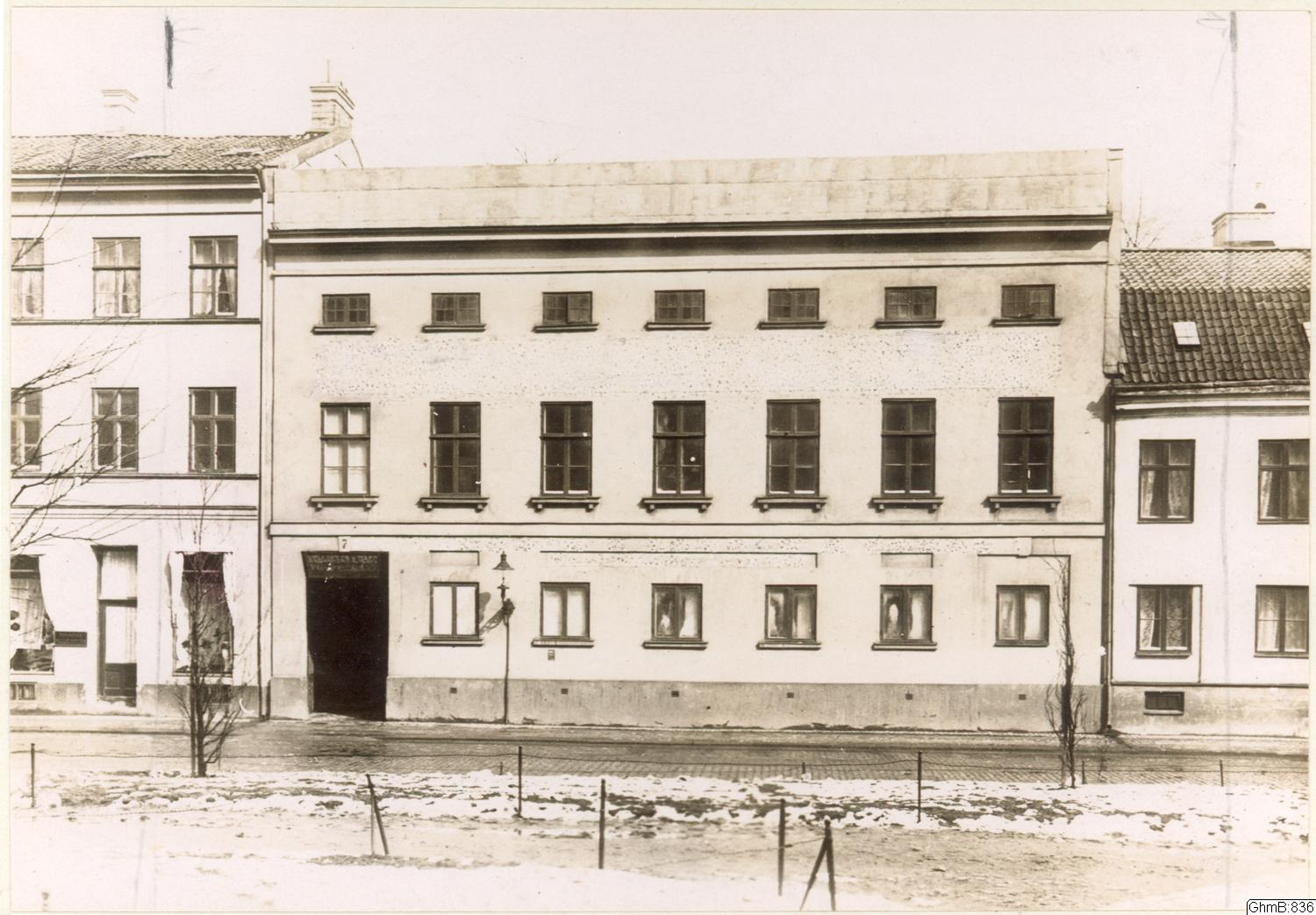
Prins Oscars skola vid Kaserntorget 7 uppfördes år 1823 efter ritningar av J. F. Weinberg. Huset fanns kvar fram till 1953.
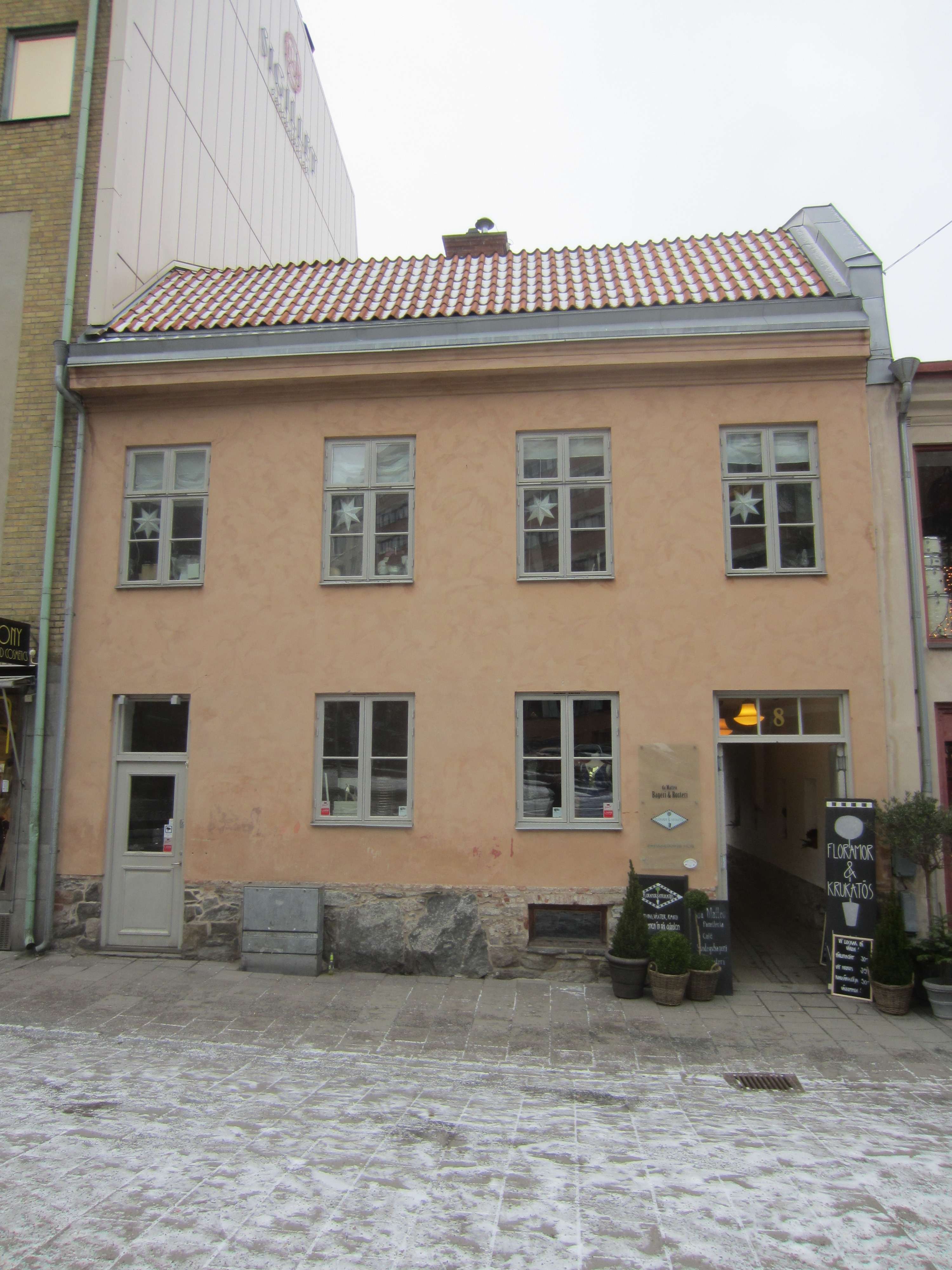
Huset vid Kaserntorget 8 är byggt 1805. Det är ett av Carl Wilhelm Carlbergs typhus – byggt i två våningar för hantverkare.
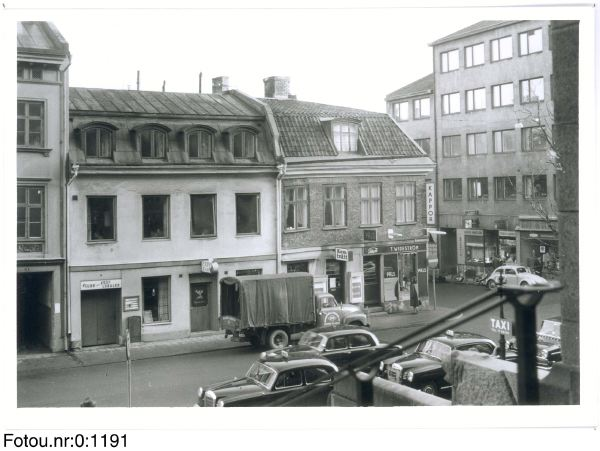
Kaserntorget 7-9 före 1954. Foto från Göteborgs stadsmuseum.